# Settefrati
Settefrati település Olaszországban, Lazio régióban, Frosinone megyében. Lakosainak száma 713 fő (2023. január 1.). Settefrati Barrea, Civitella Alfedena, Gallinaro, Opi, Picinisco és San Donato Val di Comino községekkel határos.

## Népesség
A település lakossága az elmúlt években az alábbi módon változott:
| Lakosok száma | 732  | 718  | 713  |
|               | 2017 | 2018 | 2023 |